# Isòtops del prometi
Tots els isòtops del prometi (Pm) són radioactius. S'han caracteritzat 37, sent el més estable el 145Pm amb un període de semidesintegració de 17,7 anys, el 146Pm amb un període de semidesintegració de 5,53 anys, i el 147Pm amb un període de semidesintegració de 2,6234 anys. Tota la resta d'isòtops tenen períodes de semidesintegració menors de 27 segons. Aquest element presenta 11 isòmers nuclears, sent els més estables el 148Pmm (T½ 41,29 dies), el 152Pmm2 (T½ 13,8 minuts) i el 152Pmm (T½ 7,52 minuts).
Els isòtops del prometi varien en massa atòmica des de 127,9482600 u (128Pm) a 162,9535200 u (163Pm). El mode de desintegració primari abans de l'isòtop amb el període de semidesintegració més gran, el 145Pm, és la captura electrònica, i després l'emissió beta. El producte de desintegració primari abans del 145Pm són isòtops del neodimi (Nd) i després són isòtops del samari (Sm).

## Estabilitat dels isòtops del prometi
Juntament amb el tecneci, el prometi és un dels dos elements amb nombre atòmic menor de 83 que té un sol isòtop inestable, la qual cosa és un efecte peculiar del model de la gota líquida i de les estabilitats dels isòtops d'elements veïns..
Com que no té isòtops estables, no se'n pot donar una massa atòmica estàndard.

## Taula
| Símbol del núclid | Z(p)                | N(n)                | massa isotòpica(u)  | període de semidesintegració | Espín nuclear | composició isotòpics representativa (fracció molar) | rang de variació natural (fracció molar) |
| Símbol del núclid | energia d'excitació | energia d'excitació | energia d'excitació | període de semidesintegració | Espín nuclear | composició isotòpics representativa (fracció molar) | rang de variació natural (fracció molar) |
| ----------------- | ------------------- | ------------------- | ------------------- | ---------------------------- | ------------- | --------------------------------------------------- | ---------------------------------------- |
| 126Pm             | 61                  | 65                  | 125.95752(54)#      | 0.5# s                       |               |                                                     |                                          |
| 127Pm             | 61                  | 66                  | 126.95163(64)#      | 1# s                         | 5/2+#         |                                                     |                                          |
| 128Pm             | 61                  | 67                  | 127.94842(43)#      | 1.0(3) s                     | 6+#           |                                                     |                                          |
| 129Pm             | 61                  | 68                  | 128.94316(43)#      | 3# s [>200 ns]               | 5/2+#         |                                                     |                                          |
| 130Pm             | 61                  | 69                  | 129.94045(32)#      | 2.6(2) s                     | (5+,6+,4+)    |                                                     |                                          |
| 131Pm             | 61                  | 70                  | 130.93587(21)#      | 6.3(8) s                     | 5/2+#         |                                                     |                                          |
| 132Pm             | 61                  | 71                  | 131.93375(21)#      | 6.2(6) s                     | (3+)          |                                                     |                                          |
| 133Pm             | 61                  | 72                  | 132.92978(5)        | 15(3) s                      | (3/2+)        |                                                     |                                          |
| 133mPm            | 130.4(10) keV       | 130.4(10) keV       | 130.4(10) keV       | 10# s                        | (11/2-)       |                                                     |                                          |
| 134Pm             | 61                  | 73                  | 133.92835(6)        | 22(1) s                      | (5+)          |                                                     |                                          |
| 134mPm            | 0(100)# keV         | 0(100)# keV         | 0(100)# keV         | ~5 s                         | (2+)          |                                                     |                                          |
| 135Pm             | 61                  | 74                  | 134.92488(6)        | 49(3) s                      | (5/2+,3/2+)   |                                                     |                                          |
| 135mPm            | 50(100)# keV        | 50(100)# keV        | 50(100)# keV        | 40(3) s                      | (11/2-)       |                                                     |                                          |
| 136Pm             | 61                  | 75                  | 135.92357(8)        | 107(6) s                     | (5-)          |                                                     |                                          |
| 136mPm            | 130(120) keV        | 130(120) keV        | 130(120) keV        | 47(2) s                      | (2+)          |                                                     |                                          |
| 137Pm             | 61                  | 76                  | 136.920479(14)      | 2# min                       | 5/2+#         |                                                     |                                          |
| 137mPm            | 150(50) keV         | 150(50) keV         | 150(50) keV         | 2.4(1) min                   | 11/2-         |                                                     |                                          |
| 138Pm             | 61                  | 77                  | 137.919548(30)      | 10(2) s                      | 1+#           |                                                     |                                          |
| 138mPm            | 30(30) keV          | 30(30) keV          | 30(30) keV          | 3.24(5) min                  | 5-#           |                                                     |                                          |
| 139Pm             | 61                  | 78                  | 138.916804(14)      | 4.15(5) min                  | (5/2)+        |                                                     |                                          |
| 139mPm            | 188.7(3) keV        | 188.7(3) keV        | 188.7(3) keV        | 180(20) ms                   | (11/2)-       |                                                     |                                          |
| 140Pm             | 61                  | 79                  | 139.91604(4)        | 9.2(2) s                     | 1+            |                                                     |                                          |
| 140mPm            | 420(40) keV         | 420(40) keV         | 420(40) keV         | 5.95(5) min                  | 8-            |                                                     |                                          |
| 141Pm             | 61                  | 80                  | 140.913555(15)      | 20.90(5) min                 | 5/2+          |                                                     |                                          |
| 141m1Pm           | 628.40(10) keV      | 628.40(10) keV      | 628.40(10) keV      | 630(20) ns                   | 11/2-         |                                                     |                                          |
| 141m2Pm           | 2530.9(5) keV       | 2530.9(5) keV       | 2530.9(5) keV       | >2 µs                        |               |                                                     |                                          |
| 142Pm             | 61                  | 81                  | 141.912874(27)      | 40.5(5) s                    | 1+            |                                                     |                                          |
| 142mPm            | 883.17(16) keV      | 883.17(16) keV      | 883.17(16) keV      | 2.0(2) ms                    | (8)-          |                                                     |                                          |
| 143Pm             | 61                  | 82                  | 142.910933(4)       | 265(7) d                     | 5/2+          |                                                     |                                          |
| 144Pm             | 61                  | 83                  | 143.912591(3)       | 363(14) d                    | 5-            |                                                     |                                          |
| 144m1Pm           | 840.90(5) keV       | 840.90(5) keV       | 840.90(5) keV       | 780(200) ns                  | (9)+          |                                                     |                                          |
| 144m2Pm           | 8595.8(22) keV      | 8595.8(22) keV      | 8595.8(22) keV      | ~2.7 µs                      | (27+)         |                                                     |                                          |
| 145Pm             | 61                  | 84                  | 144.912749(3)       | 17.7(4) a                    | 5/2+          |                                                     |                                          |
| 146Pm             | 61                  | 85                  | 145.914696(5)       | 5.53(5) a                    | 3-            |                                                     |                                          |
| 147Pm             | 61                  | 86                  | 146.9151385(26)     | 2.6234(2) a                  | 7/2+          |                                                     |                                          |
| 148Pm             | 61                  | 87                  | 147.917475(7)       | 5.368(2) d                   | 1-            |                                                     |                                          |
| 148mPm            | 137.9(3) keV        | 137.9(3) keV        | 137.9(3) keV        | 41.29(11) d                  | 5-,6-         |                                                     |                                          |
| 149Pm             | 61                  | 88                  | 148.918334(4)       | 53.08(5) h                   | 7/2+          |                                                     |                                          |
| 149mPm            | 240.214(7) keV      | 240.214(7) keV      | 240.214(7) keV      | 35(3) µs                     | 11/2-         |                                                     |                                          |
| 150Pm             | 61                  | 89                  | 149.920984(22)      | 2.68(2) h                    | (1-)          |                                                     |                                          |
| 151Pm             | 61                  | 90                  | 150.921207(6)       | 28.40(4) h                   | 5/2+          |                                                     |                                          |
| 152Pm             | 61                  | 91                  | 151.923497(28)      | 4.12(8) min                  | 1+            |                                                     |                                          |
| 152m1Pm           | 140(90) keV         | 140(90) keV         | 140(90) keV         | 7.52(8) min                  | 4-            |                                                     |                                          |
| 152m2Pm           | 250(150)# keV       | 250(150)# keV       | 250(150)# keV       | 13.8(2) min                  | (8)           |                                                     |                                          |
| 153Pm             | 61                  | 92                  | 152.924117(12)      | 5.25(2) min                  | 5/2-          |                                                     |                                          |
| 154Pm             | 61                  | 93                  | 153.92646(5)        | 1.73(10) min                 | (0,1)         |                                                     |                                          |
| 154mPm            | 120(120) keV        | 120(120) keV        | 120(120) keV        | 2.68(7) min                  | (3,4)         |                                                     |                                          |
| 155Pm             | 61                  | 94                  | 154.92810(3)        | 41.5(2) s                    | (5/2-)        |                                                     |                                          |
| 156Pm             | 61                  | 95                  | 155.93106(4)        | 26.70(10) s                  | 4-            |                                                     |                                          |
| 157Pm             | 61                  | 96                  | 156.93304(12)       | 10.56(10) s                  | (5/2-)        |                                                     |                                          |
| 158Pm             | 61                  | 97                  | 157.93656(14)       | 4.8(5) s                     |               |                                                     |                                          |
| 159Pm             | 61                  | 98                  | 158.93897(21)#      | 1.47(15) s                   | 5/2-#         |                                                     |                                          |
| 160Pm             | 61                  | 99                  | 159.94299(32)#      | 2# s                         |               |                                                     |                                          |
| 161Pm             | 61                  | 100                 | 160.94586(54)#      | 700# ms                      | 5/2-#         |                                                     |                                          |
| 162Pm             | 61                  | 101                 | 161.95029(75)#      | 500# ms                      |               |                                                     |                                          |
| 163Pm             | 61                  | 102                 | 162.95368(86)#      | 200# ms                      | 5/2-#         |                                                     |                                          |